# Malika Wagner
Malika Wagner (geboren als Malika Chétouane 1960 in Paris) ist eine französische Journalistin und Schriftstellerin.

## Leben
Wagner ist die Tochter eines algerischen Vaters aus der Kabylei und einer französischen Mutter. Sie wuchs in der Pariser Banlieue auf. Zum Studium der Politikwissenschaften ging sie in die Vereinigten Staaten von Amerika, heiratete dort und nahm den Namen des Ehemannes an. Nach der Rückkehr aus den USA ließ sie sich in Paris nieder und arbeitete als Journalistin mit verschiedenen Magazinen zusammen.
1992 erschien ihr Erstlingswerk Terminus Nord. Dafür bekam sie den Robert-Walser-Preis, der internationale Erstlingswerke ausgezeichnet. 1993 erschien die deutsche Übersetzung mit dem Titel Gare du Nord. In dem Roman beschreibt Wagner das Erwachsenwerden junger Frauen in der Pariser Banlieue.
Anschließend erschienen die Romane Le Château d'eau und Landing und die Novellensammlung En attendant Isabelle. Im März 2016 kam ihr fünftes Buch Effacer sa trace heraus. Darin bewohnt die Ich-Erzählerin eine Villa in einem wohlhabenden Viertel. Als ihr Vater in einer Sozialwohnung der Banlieue stirbt, beginnt die Fassade zu bröckeln.

## Rezensionen
Die Schweizer Tageszeitung Le Temps schrieb: „In Terminus Nord, ihrem ersten Roman, schilderte Malika Wagner mit großer Genauigkeit das Leben der nordafrikanischen Mädchen in den Pariser Vorstädten“. „Das Buch Le Château d'eau ist Paul Nizon gewidmet: Die feindliche, depressive, urbane Welt der Heldin hat in der Tat viele Ähnlichkeiten mit dessen Roman L'Année de l'amour“.
Cathérine Simon schreibt in Diacritik über Effacer sa trace: „Malika Wagner spielt mit Identitätszuweisungen, umgeht sie und amüsiert sich über sie. Sie macht sich über ihre eigenen Schmerzen und ihr vermeintliches Schicksal lustig.“

## Veröffentlichungen
- Terminus Nord. Actes Sud, Arles, France 1992, ISBN 978-2-86869-870-4, S. 192 (französisch).[9]
  - Deutsch: Gare du Nord. Aus dem Franz. von Hinrich Schmidt-Henkel. Econ, Düsseldort 1996, ISBN 978-3-612-27192-1 (Erstausgabe: Bruckner und Thünker, 1993).
  - Deutsch: Gare du Nord (Auszug). In: Karin Uttendörfer, Annette Wassermann (Hrsg.): Paris. Eine literarische Einladung. Verlag Klaus Wagenbach, Berlin 2007, ISBN 978-3-8031-1244-6.
  - Robert-Walser-Preis, 1993[10]
- En attendant Isabelle. Actes Sud, Arles, France 1998, ISBN 978-2-7427-1548-0, S. 144 (französisch).
- Le Château d'eau. Actes Sud, Arles, France 2001, ISBN 978-2-7427-3403-0, S. 136 (französisch).
- Landing. Actes Sud, Arles, France 2010, ISBN 978-2-7427-8956-6, S. 224 (französisch).
- Effacer sa trace. Albin Michel, Paris, France 2016, ISBN 978-2-226-31826-8, S. 178 (französisch).